# Helge Haystrup
Helge Haystrup (født Helge Petersen 8. marts 1924 i Broager, død 23. august 2009) var en dansk teolog, sognepræst, kirkehistoriker, forfatter og oversætter. Han har skrevet 15 værker om kirkefaderen Augustin og blev i 1996 æresdoktor ved Københavns Universitet som følge af sit arbejde med Augustin.

## Oversættelser
- Martin Luther: Store Galaterbrevskommentar I. 1981.
- Martin Luther: Store Galaterbrevskommentar II. 1984.

## Udgivelser
- Oldkirken. 1974. Forlaget Lohse.
- "Hellighed som et kirketegn (nota ecclesiæ) i oldkirken". I: Præsteforeningens blad. – Årg. 65, nr. 21 (1975). Side 341-353. Emne: Oldtiden – Donatisme.
- Studier i Johannes Chrysostomos' asketiske ungdomsskrifter, Gad, 1966. (Studier fra sprog- og oldtidsforskning / udgivet af Det Filologisk-Historiske Samfund, 260).
- Kristusbekendelser i Oldkirken. 1979. C.A. Reitzels Bogh.
- Augustin-studier 1: Kærlighedens fællesskab og frihed. 1989. C. A. Reitzels Forlag.
- Augustin-studier 2: Forkyndelse og eksegese. 1990. C. A. Reitzels Forlag.
- Augustin-studier 3: Nøglemagt og nådelære. 1990. C. A. Reitzels Forlag.
- Augustin-studier 4: Nadversyn og festforkyndelse. 1992. C.A. Reitzels Forlag.
- Augustin-studier 5: Omkring hovedværket. 1993. C.A. Reitzels Forlag.
- Augustin-studier 6: Bibelens Trenighed; Eksegese og dogmatiske begreber. 1994. C. A. Reitzels Forlag.
- Augustin-studier 7: En filosofisk vej til Treenigheden. Sjælens opstigning til Gud. 1995. C. A. Reitzels Forlag.
- Augustin-studier 8: Augustinske udviklingsstadier. Brud og sammenhæng. 1996. C. A. Reitzels Forlag.
- Augustin-studier 9: Den dystre baggrund for troens glæde. Kampen mod Pelagianismen. 1997. C. A. Reitzels Forlag.
- Augustin-studier 10: Fra Grundtvig til Augustin. 1999. C. A. Reitzels Forlag.
- Augustin-studier 11: Skriftsyn, skriftudlægning og skriftforkyndelse. 1999. C. A. Reitzels Forlag.
- Augustin-studier 12: Næstekærlighedens problematik. 2000. C. A. Reitzels Forlag.
- Augustin-studier 13: Augustin i nutidig politik. 2001. C. A. Reitzels Forlag.
- Augustin-studier 14: Vestens filosof og kirkelærer. 2001. C. A. Reitzels Forlag.
- Augustin-studier 15: Kirkesyn og -brevkasse; Registre. 2002. C. A. Reitzels Forlag.